# Calyptotheca immersa
Calyptotheca immersa är en mossdjursart som först beskrevs av Powell 1967.  Calyptotheca immersa ingår i släktet Calyptotheca och familjen Parmulariidae. Inga underarter finns listade i Catalogue of Life.